# (4414) Sesostris
(4414) Sesostris – planetoida z pasa głównego asteroid okrążająca Słońce w ciągu 3 lat i 207 dni w średniej odległości 2,33 j.a. Została odkryta 24 września 1960 roku w Obserwatorium Palomar przez Cornelisa van Houtena i Toma Gehrelsa. Nazwa planetoidy pochodzi od Senusereta I, Senusereta II i Senusereta III, trzech faraonów XII dynastii. Przed nadaniem nazwy planetoida nosiła oznaczenie tymczasowe (4414) 4153 P-L.